# Щегольков Володимир Миколайович
Володи́мир Микола́йович Щеголько́в (1 червня 1937, Одеса, СРСР — 22 жовтня 2008, Кодаки, Україна) — український радянський футболіст, захисник. Заслужений майстер спорту СССР (1967). Один із найкращих захисників радянського футболу 60-х років XX сторіччя.

## Біографія
Футболом почав займатися у 1951 році у молодіжному складі «Харчовика» (Одеса) під проводом Олександра Михальченка. Одеські юнаки зайняли у першості Союзу 3 місце і Щеголькова запросили до дорослої команди майстрів «Харчовик». Трохи пізніше грав у одеському «Металурзі», що базувався на Канатному заводі. А згодом перейшов до «Водника» (певний час так назвивався «Чорноморець»), де 23-річного захисника було обрано капітаном команди.
Змістовною та зрілою грою Щегольков привернув до себе увагу представників московського «Спартака», однак доля розпорядилася інакше. Зачувши про інтерес до талановитого гравця з боку конкурентів, керівництво київського «Динамо» зробило Щеголькову пропозицію, від якої неможливо було відмовитися.
Опинившись у київському «Динамо», футболіст спочатку грав на позиції півзахисника, а трохи згодом головний тренер В'ячеслав Соловйов перевів його на роль крайнього захисника. У цій ролі він доклався разом зі своїми одноклубниками до завоювання золотих нагород Чемпіонату СРСР. Недооцінити цю перемогу неможливо, так як вперше чемпіоном став не московський клуб. Після тріумфального сезону динамівці вирушили в Англію, де зіграли товариський матч з лондонським «Арсеналом», керівництво якого запропонувало Щеголькову укласти контракт. Зрозуміло, що у той час про це не могло йти і мови. 
Щегольков брав участь у перших матчах «Динамо» у розіграші Кубка володарів Кубків проти північноірландського «Колрейна». Граючи у Києві, закінчив педагогічний інститут.
У 1967 Щегольков залишив київський клуб і, піддавшись на вмовляння Лобановського та Базилевича, перебрався до донецького «Шахтаря». Однак там у нього не склалося і через півтора місяця Щегольков залишив Донецьк.
Наступним клубом у його кар'єрі став тернопільський «Авангард», де Володимир Миколайович суміщав функції гравця з посадою старшого тренера, а потім і адміністратора. Проте втома давала про себе знати, до того ж дружина була незадоволена перебігом справ та підіймала питання про доцільність подальшого подружнього життя. Тож Щегольков покинув тренерську діяльність та повернувся до Києва.
У Києві він отримав пропозицію очолити лижну базу, проте відмовився і через деякий час за допомогою друзів знайшов себе у сфері харчового обслуговування. Спочатку працював заступником директора одного з київських ресторанів, а згодом вступив до Інституту народного господарства на економічний факультет, отримавши таким чином другу вищу освіту. Певний час працював у Київському Політехнічному Інституті, потім був директором тресту на Печерську.
Останні роки провів у невеликому селі Кодаки, що за 40 кілометрів від Києва. 22 жовтня 2008 року серце видатного захисника зупинилося…

## Досягнення
Клубні трофеї
- Чемпіон СРСР (3): 1961, 1966, 1967
- Володар Кубка СРСР (2): 1964, 1966
- Срібний призер Чемпіонату СРСР (1): 1965

Індивідуальні досягнення
- До списку 33-х найкращих футболістів СРСР потрапляв двічі: № 2 (1965,1967)